# فيرجينيا نورث
فيرجينيا نورث (بالإنجليزية: Virginia North)‏ هي ممثلة بريطانية، ولدت في 1945 بلندن في المملكة المتحدة، وتوفيت في 5 يونيو 2004 في المملكة المتحدة.

## وصلات خارجية
- فيرجينيا نورث على موقع IMDb (الإنجليزية)
- فيرجينيا نورث على موقع قاعدة بيانات الفيلم (الإنجليزية)